# Johannes van den Bergh
Johannes van den Bergh (Viersen, 22 november 1986) is een voormalig Duits voetballer die bij voorkeur als middenvelder speelde.

## Clubcarrière
Van den Bergh begon zijn voetbalcarrière bij Borussia Mönchengladbach. Op 16 september 2006 maakte hij zijn debuut in de Bundesliga in de wedstrijd tegen Alemannia Aachen. Na drie jaar voor Borussia gevoetbald te hebben maakte hij in juni 2009 de overstap naar Fortuna Düsseldorf. Met die club wist hij in 2012 te promoveren naar het allerhoogste niveau in Duitsland. Fortuna wist zich echter niet hand te haven op het hoogste Duitse niveau en degradeerde al na een jaar weer. Op 24 mei 2013 tekende hij een driejarig contract wat hem aan Hertha BSC verbond.
Na drie jaar verliet hij de club en maakte hij de overstap naar het Spaanse Getafe CF. Al na een halfjaar werd hij door de club verhuurd en keerde hij terug naar Duitsland om voor SpVgg Greuther Fürth te spelen. In augustus 2017 tekende hij een contract bij Holstein Kiel. Voor deze club speelde Van den Bergh tot zijn contract in 2022 werd beëindigd.

## Erelijst
| Kampioen 2. Bundesliga | 1x | 2007/08 |